# Хлібна база № 78

Загальний вигляд елеватора

Хлібна база № 78 — підприємство харчової промисловості у селі Злинка Маловисківського району Кіровоградської області. Дочірнє підприємство ДАК «Хліб України».

## З історії
Видатний ґрунтознавець зі світовим ім'ям В. В. Докучаєв наприкінці XIX століття у своїх роботах (актуальних і зараз) зазначав, що такий природний ресурс, як чорнозем — дорожчий за золото, дорожчий за вугілля.
Наразі у Парижі, в Міжнародній палаті мір і вагів, сьогодні поруч з платиновим еталоном метра зберігається унікальний експонат, привезений з України — кубічний метр високогумусного чорнозему, найродючішого з усіх відомих видів ґрунтів. І потрапив цей зразок до Парижу з Кіровоградщини, саме з регіону, де нині функціонує велике хлібоприймальне підприємство «Хлібна база № 78».
«Не той хліб, що у полі, а той, що в коморі», — казали споконвіку українські хлібороби. І сучасне життя підтверджує цю мудрість: щоб отримати буханець хліба до столу — мало виростити пшеницю, треба вміти її зберегти, щоб було з чим дожити до нового врожаю.
Саме такі завдання стоять перед ДП ДАК «Хліб України» «Хлібна база № 78», яка гідно розвиває традиції елеваторного виробництва на Кіровоградщині, де у 1925 році на залізничній станції Капустине (с. Злинка Маловисківського району) було збудовано перший в регіоні елеватор, який упродовж десятиліть безперебійно служив рукам, «…що пахнуть хлібом».
Зі слів ветерана Капустинського пункту «Заготзерно» Андрія Петровича Харченка — від початку це був елеватор з дерева (який у роки німецько-фашистської окупації спалили загарбники).
У 1956 році став до ладу новий елеватор потужністю 11 тис. тонн.
У 1960 році було здано в експлуатацію кукурудзокалібрувальний завод потужністю 1 500 тонн обробки насіння за сезон.
1978 рік позначений видатною датою — пуском елеватора № 2 місткістю 172, 3 тис. тонн.
ДП ДАК «Хліб України» «Хлібна база № 78» — одне з найпотужніших хлібоприймальних підприємств місткістю 220, 5 тисячі тонн.

## Хлібна база №78 на сучасному етапі
База спеціалізується на зберіганні збіжжя, допомагаючи селянам Кіровоградської та сусідський областей зберігати у відповідних умовах зібране зерно впродовж всього року. В числі основних сервісних послуг — приймання, доведення до певної кондиції, сушка, зберігання та відвантаження зерна, адже зернові сховища підприємства забезпечені необхідним технологічним, транспортним та аспіраційним обладнанням (згідно з проектами будівництва).
Однією з головних переваг (водночас і проблемою) цього підприємства є його чи не найбільша місткість у країні. Тому, завдяки такій великій потужності тут дуже швидко отоварюються машини та залізничні вагони (стандартний вагон зважується тут за лічені хвилини). Головна проблема даного підприємства полягає у тому, що спробуй-но забезпечити такому велетню вчасне і повноцінне завантаження (особливо — це стосується сучасних ринкових умов), коли поруч працює ще чотири хлібоприймальні підприємства. Але управлінська команда ДП ДАК «Хліб України» «Хлібна база № 78» якраз і вирізняється з числа своїх конкурентів своїм умінням вести чесний діалог з клієнтом, класично нівелюючи всі зазіхання конкурентів, а тому і виграє за рахунок розумної цінової політики і високого рівня послуг.
Завдяки виваженій стратегії і тактиці елеватор виживає у жорстких умовах капіталізації ринку та українських економічних реалій, хоча в його історії були й чорні сторінки. Саме у період найбільшого занепаду керівником на дане підприємство прийшов О. М. Полінський — нині заступник голови правління ДАК «Хліб України», який, почавши з реконструкції споруди елеватора, за два роки своєї діяльності дав Хлібній базі № 78 фактично друге життя. У короткі терміни були відремонтовані чотири зерносушарки, замінені транспортерні стрічки, полагоджені під'їзні колії, відремонтовано покрівлю виробничих споруд, здійснено газифікацію елеватора. До того ж на підприємстві було запроваджено систему термометрії і комп'ютерний контроль режиму зберігання зерна.
Завдячуючи проведеній санації підприємства та управлінським здібностям нового керівника, дуже швидко Хлібна база № 78 досягла найкращих за роки свого існування показників, а прозора господарська діяльність та привабливі умови співпраці з зерновиробниками не менш швидко повернули її добре ім'я та відродили імідж.
Сучасні високі технології, які діють швидко і надійно та добросовісне ставлення працівників елеватора до партнерів є запорукою привабливості якісних послуг. Цьому сприяє й висока ступінь достовірності аналізів, що виконуються у тамтешній лабораторії. На службу фахівцям-лаборантам прийшла новітня лабораторна техніка, яка контролює зерновий конвеєр відповідно до державних стандартів від моменту приймання збіжжя до його відвантаження. З придбанням сучасної шведської системи «Інфратек»-1241, здійснення експрес-аналізу зерна (клас, білок, вологість тощо) відбувається не за шість годин, як це було за старої технології, а за — хвилину, до того ж у присутності клієнта. Приміром, аналіз на вміст білка в ячменю тут займає лише від 5 до 10 хвилин, пшениці до 50 хвилин. Показником того, наскільки ретельно на підприємстві ставляться до виконання аналізів є те, що воду для цього підвозять з джерел (за 30 км від підприємства), аби тільки та відповідала ГОСТу.
ДП ДАК «Хліб України» Хлібна база № 78 не має заборгованості з заробітної плати, своєчасно сплачує платежі до державної скарбниці та пенсійного фонду, дотримується положень колективного договору у частині забезпечення соціальних гарантій та підтримки працівників підприємства. Все це сприяє не лише їх заохоченню до повнішої віддачі у роботі, а й — піднесенню іміджу підприємства в цілому, персонал якого особливо у період заготівлі збіжжя докладає всіх зусиль для максимального завантаження місткостей зерном, якісного його зберігання та відвантаження, задовольняючи всі вимоги доволі вибагливих споживачів.